# Riv.com.mx
RIV es una empresa mexicana dedicada a ofrecer servicios en áreas como administración, tecnología, biotecnología, comunicación y seguridad informática. La compañía tiene su sede en San Pedro Garza García, Nuevo León, México.

## Historia
La información pública sobre la fundación y los inicios de riv.com.mx es limitada. La empresa se presenta como un proveedor de servicios integrales para clientes en distintos sectores, incluyendo negocios, tecnología y comunicación.

## Servicios
riv.com.mx ofrece servicios en varias áreas:
- Servicios empresariales
- Administración y servicios
- Networking empresarial
- Servicios bancarios
- Biotecnología
- Seguridad informática
- Comunicación por satélite

## Presencia en línea y reputación
RIV mantiene presencia en redes sociales y plataformas de reseñas. En Trustpilot tiene una calificación de 3.9/5 basada en 6 opiniones, indicando una recepción generalmente positiva de sus servicios.